# Dionizy (Mandalos)
Dionizy, imię świeckie Dionisios Mandalos (ur. 25 kwietnia 1952 w Atenach, zm. 7 sierpnia 2025) – grecki duchowny prawosławny, w latach 2006–2025 metropolita Koryntu.

## Życiorys
Święcenia prezbiteratu przyjął w 1979. 15 października 2006 otrzymał chirotonię biskupią. Zmarł w wyniku choroby nowotworowej.